# Playa de Picón
La playa de Picón, conocida también como Huelga Negra, es una playa situada en el occidente del Principado de Asturias (España), en el concejo de Valdés y pertenece a la localidad española de Caroyas. Forma parte de la Costa Occidental de Asturias, y se enmarca en la franja protegida por el Paisaje Protegido de la Costa Occidental de Asturias.

## Descripción
Tiene forma de concha, la longitud media es de unos 100m y una anchura media de unos 10 m. Su entorno es rural, con un grado de urbanización y una peligrosidad media. El acceso peatonal es inferior a 500 m y es de fácil recorrido. El lecho es cantos rodados y arenas de color tostado y grano medio siendo el grado de ocupación bastante bajo.
Para localizarla hay que tener en cuenta que los pueblos más cercanos son Cueva y Caroyas. Sin embargo para acceder a ella hay que hacerlo atravesando el pedrero de la Playa de Los Molinos de Barcia y solamente durante la bajamar, que también hay que tener en cuenta de forma importante para salir. Si solamente se desea verla hay que partir desde el camino que lleva a la Playa de los Molinos, siguiendo unos 200 m hacia el norte. Se llegará a la parte superior del acantilado de la playa. No dispone de ningún servicio y como única actividad posible es la pesca submarina si bien se deben extremar las precauciones respecto a las mareas.